# Procanthia distanti
Procanthia distanti är en fjärilsart som beskrevs av Herman Dewitz 1881. Procanthia distanti ingår i släktet Procanthia och familjen björnspinnare. Inga underarter finns listade i Catalogue of Life.